# Stefania Bivone
Stefania Bivone (Reggio Calabria, 15 maggio 1993) è una modella italiana, vincitrice della 72ª edizione del concorso di bellezza Miss Italia 2011, dove ha partecipato con la fascia di Miss Calabria 2011, gareggiando con il numero 18.

## Biografia
Stefania Bivone cresce a Sinopoli con i genitori Giuseppe e Antonia, produttori di olio d'oliva, le sorelle maggiori Patrizia e Rossana e il fratello minore Fabrizio. Studia al Liceo scientifico dell'Istituto d'Istruzione Superiore "Nicola Pizi" di Palmi e si diploma nel 2012. Studia alla Facoltà di Giurisprudenza dell'Università degli Studi di Milano, laureandosi a febbraio 2019.

## Carriera
Durante il concorso di bellezza, ottiene il 74,8 per cento dei voti. Nel corso della serata, si aggiudica anche la fascia di Miss Wella Professionals 2011.
Prima di partecipare a Miss Italia incide alcuni brani come cantante. Fa il debutto canoro durante il Canto di Natale del 2011. Nel mese di dicembre 2011 si candida al Festival di Sanremo 2012, sezione Giovani, con il brano inedito Cantare, posizionandosi tra i sessanta finalisti. Nell'aprile 2012, a causa degli impegni per gli esami di maturità, cede provvisoriamente il titolo di Miss Italia alla seconda classificata, che per 45 giorni diventa ufficialmente "Vice Miss Italia". È la prima volta che la cosa si verifica nella storia del concorso. A settembre, ha partecipato ai provini del talent show X Factor in onda su Sky Uno, nella quale è stata eliminata nella fase del Bootcamp. Stefania a partire dall'estate 2013 è diventata testimonial dell'azienda di Telefonia mobile 3, posando come modella per le varie pubblicità e manifesti. Dal 2016 entra a far parte del cast della  serie TV L'onore e il rispetto - Ultimo capitolo su Canale 5. Il 22 febbraio 2018 prende parte ad una puntata dell'undicesima stagione di Don Matteo, in onda su Rai 1.